# يوجين دي ألبرت
يوجين دي ألبرت (بالألمانية: Eugen d’Albert)‏ (و. 1864 – 1932 م) هو عازف بيانو، وملحن من ألمانيا . ولد في غلاسغو.
توفي في ريغا.

## التعليم
تعلم في Royal College of Music

## أعمال بارزة
من أهم أعماله:
- Tiefland
- Die Abreise
- Kain
- Liebesketten
- Die toten Augen
- Izeÿl.

## روابط خارجية
- يوجين دي ألبرت على موقع IMDb (الإنجليزية)
- يوجين دي ألبرت على موقع الموسوعة البريطانية (الإنجليزية)
- يوجين دي ألبرت على موقع ميوزك برينز (الإنجليزية)
- يوجين دي ألبرت على موقع أول موفي (الإنجليزية)
- يوجين دي ألبرت على موقع قاعدة بيانات الأفلام السويدية (السويدية)
- يوجين دي ألبرت على موقع ديسكوغز (الإنجليزية)
- يوجين دي ألبرت على موقع قاعدة بيانات الفيلم (الإنجليزية)
- يوجين دي ألبرت على موقع كينوبويسك (الروسية)